# Zweibrücken rosarium
La Rosaleda de Zweibrücken (en alemán: Rosarium Zweibrücken), o más formalmente conocido como Europas Rosengarten Zweibrücken, es un jardín botánico y  una rosaleda de unos 50.000 m² de extensión, que pasa por ser una de las mayores colecciones de rosas de Alemania. Se encuentra en Zweibrücken, Alemania.

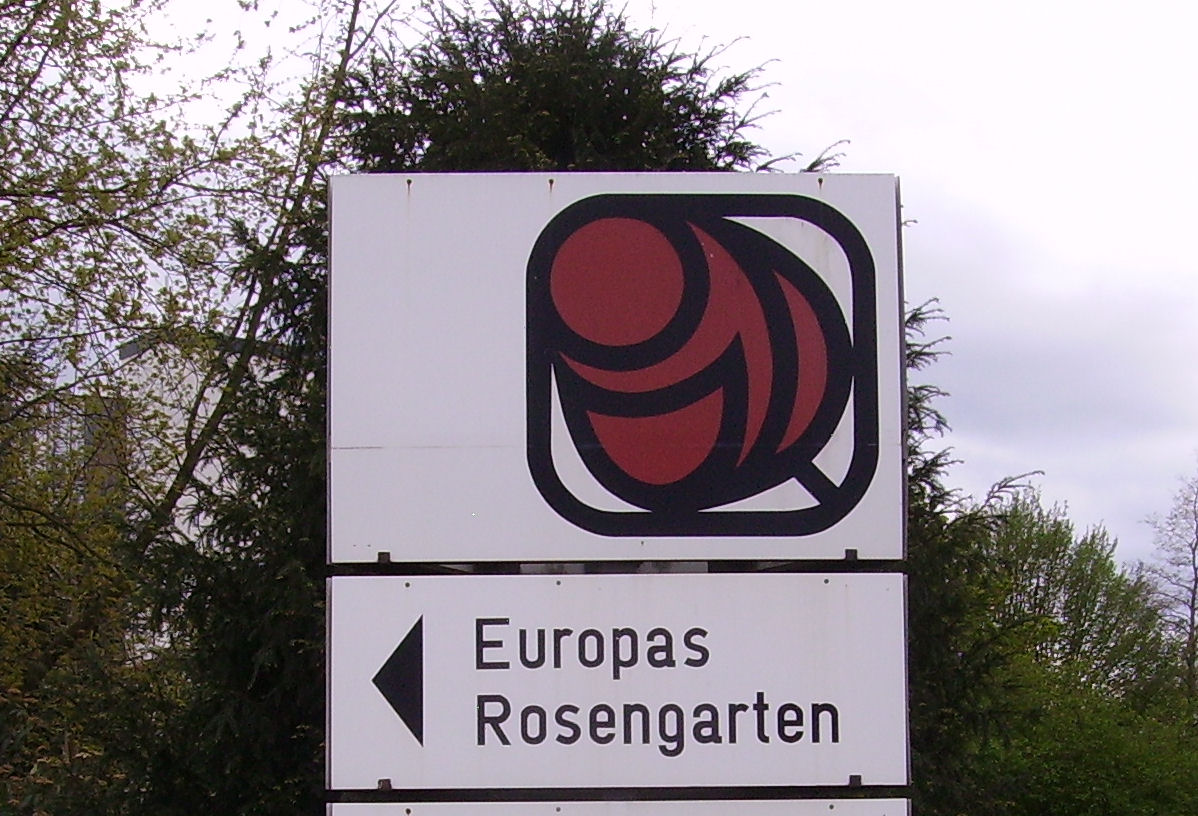
Poste indicador de la rosaleda.

## Localización
Europas Rosengarten Zweibrücken Zweibrücken, Rheinland-Pfalz-Renania-Palatinado, Deutschland-Alemania
Planos y vistas satelitales.49°14′58″N 7°21′39″E / 49.24944, 7.36083
Está abierto a diario al acceso público. Se pueden comprar esquejes de rosas en el recinto.

## Historia
La rosaleda de Zweibrücken fue creada gracias a la iniciativa de Peter Lambert en 1914.
Los primeros años, de 1914 a 1924, ya fueron difíciles y el brillo de la apertura comenzó a desvanecerse rápidamente. La guerra y los tiempos económicamente precarios a partir de entonces se vieron reflejados en el estado de mantenimiento de la rosaleda. A menudo pueden ser observadas en las fotos contemporáneas lechos de cultivo medio vacíos y una densa vegetación arbustiva.
En 1923 se ofreció entonces también Peter Lambert a enviar personal técnico para la creación una especie de reserva mínima de rosales. En 1925 se hizo cargo del jardín una gestión profesional: elinspector de fruticultura del distrito Schönlaub. Se sometió el jardín con el apoyo de la ciudad a una revisión a fondo, incluyendo parques infantiles. Para 1927, fue por su iniciativa que se planea la "1ª Semana de la Rosa de Zweibrücke".
De este evento surgió el celebrado "Rosentage" (Día de la Rosa) actual. Se propuso la idea de una extensión de la rosaleda en el área del "Eisweiheranlagen" (zona de patinaje sobre hielo). Pero esto no pudo abordarse sólo hasta 1935, porque el club no tenía dinero, la ciudad no tendría que pagar y los patinadores no lo cedieron tan fácilmente.
Para "52º Rosenkongress des VDR" (Congreso de la rosa de la VDR) (ahora GRF eV), en 1931, el tercero de los celebrados en Zweibrücken, pudo ser admirada por los visitantes la ampliación de 20.000 m² a 36.000 m². Con 60.000 rosales y 3.000 variedades según la información de la época. Sin embargo con estos datos hay que tener cuidado. Incluso con una plantación densa, y no fue muy apretada, esta cifra no parece muy realista. Sobre la base de los documentos restantes, pueden encontrarse datos de que la colección de rosas que tuvo lugar en la rosaleda, pero ninguno se caen fuera de la acción. Se dice a menudo en diversos sectores como simplemente "surtido de rosas Polyantha", sin más detalles. 
Con la adquisición de la rosaleda por el Ayuntamiento en 1950 se produjo la mayor expansión de la rosaleda. Pronto comenzó una transformación en algo entonces completamente novedoso: una "verdadera" rosaleda, donde la rosa estaba en primer plano de las plantaciones, rodeada de un séquito de arbustos, flores de verano, y árboles que coinciden, con plantas de bulbo y rhododendron en el comienzo de la primavera, y con plantas perennes en pleno verano y dalias a finales de otoño. Oskar Scheerer comenzó en 1953 con este trabajo y desde entonces va a continuar. Creó un jardín totalmente nuevo en diseño en el estilo de los años 1950 y 1960.
Sólo el estanque y, por supuesto, los antiguos caminos principales se mantuvieron sin cambios. Ya no es el superlativo de las variedades de rosas que cuenta, sino las ideas de la combinación y uso. Así, el visitante se encuentra hoy sobre 1.500 variedades de rosas con más de 800 plantas perennes con flores de verano y cerca de 250 otros árboles unidos en casi 50.000 m².
En 1972 se comenzó a implantar una idea de Scheerers: un Museo Vivo de Rosas. Fueron sometidos a un cambio radical en la rosaleda, las variedades, deben ser obtenidas de especies de "jardín de rosas silvestres". En primer lugar, estaban las rosas silvestres, de ahí el nombre, a las que se unieron rápidamente las rosas históricas. Con la mejor de las intenciones el grueso de las variedades plantadas tuvieron que ser separadas, muchas rosas de edad superior en gran medida reducidas o completamente reemplazadas.

## Colecciones
La rosaleda alberga:
- Unas 1.500 entre especies silvestres y cultivares de rosa.
- Especies de plantas perennes 800.
- Plantas de bulbo.
- Más de 250 especies de árboles.

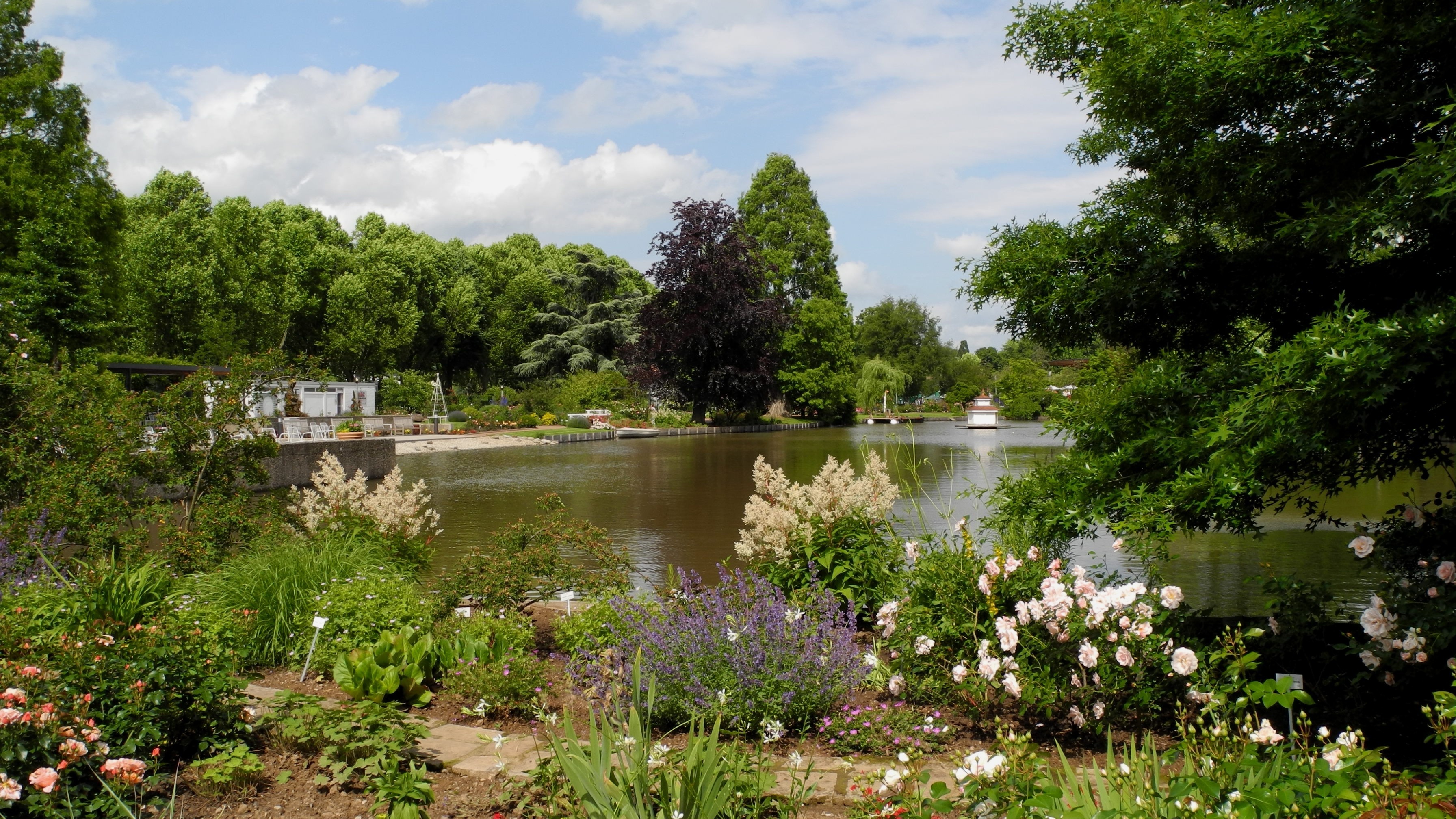
Charca en el Rosarium Zweibrücken.
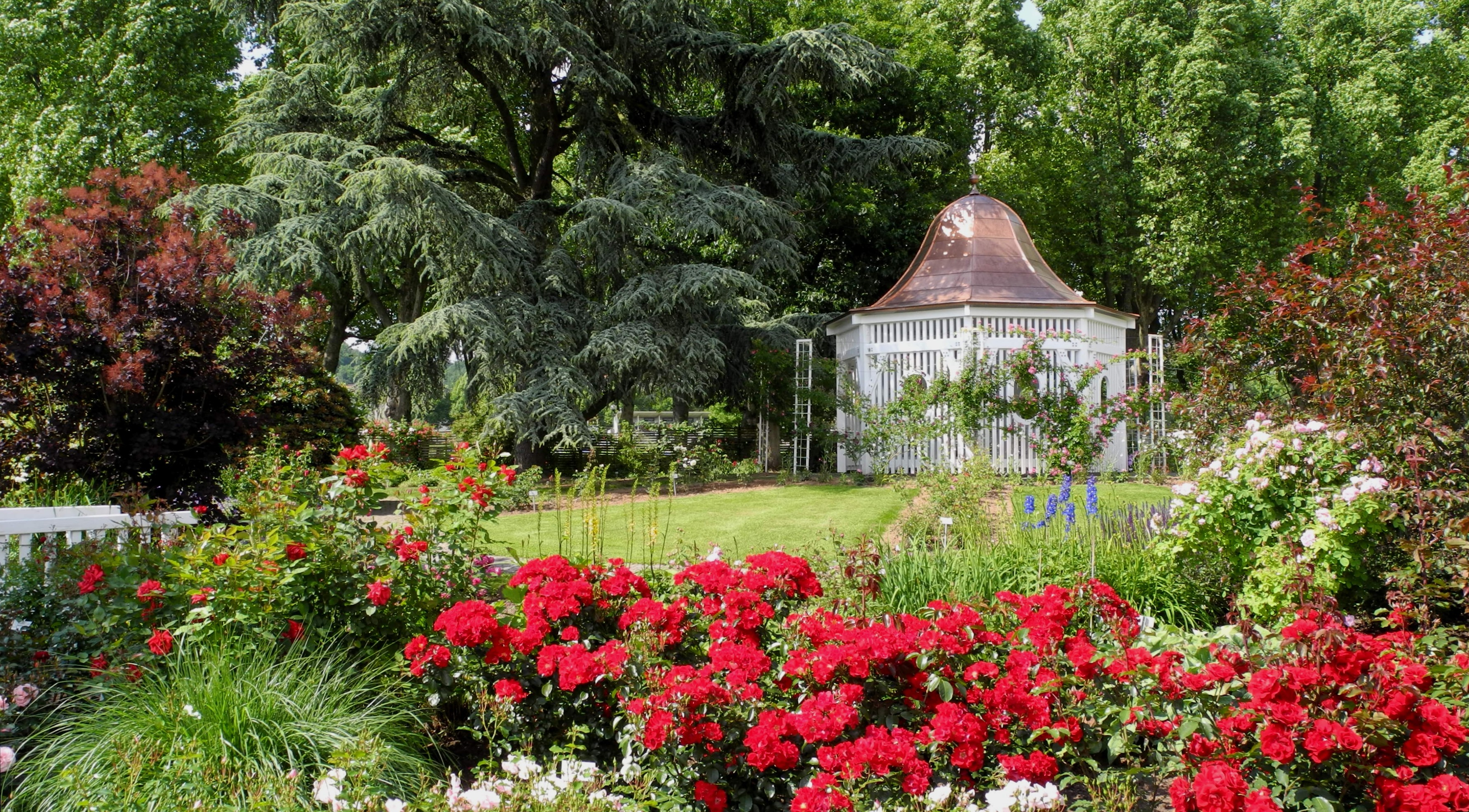
Vista parcial de la rosaleda.
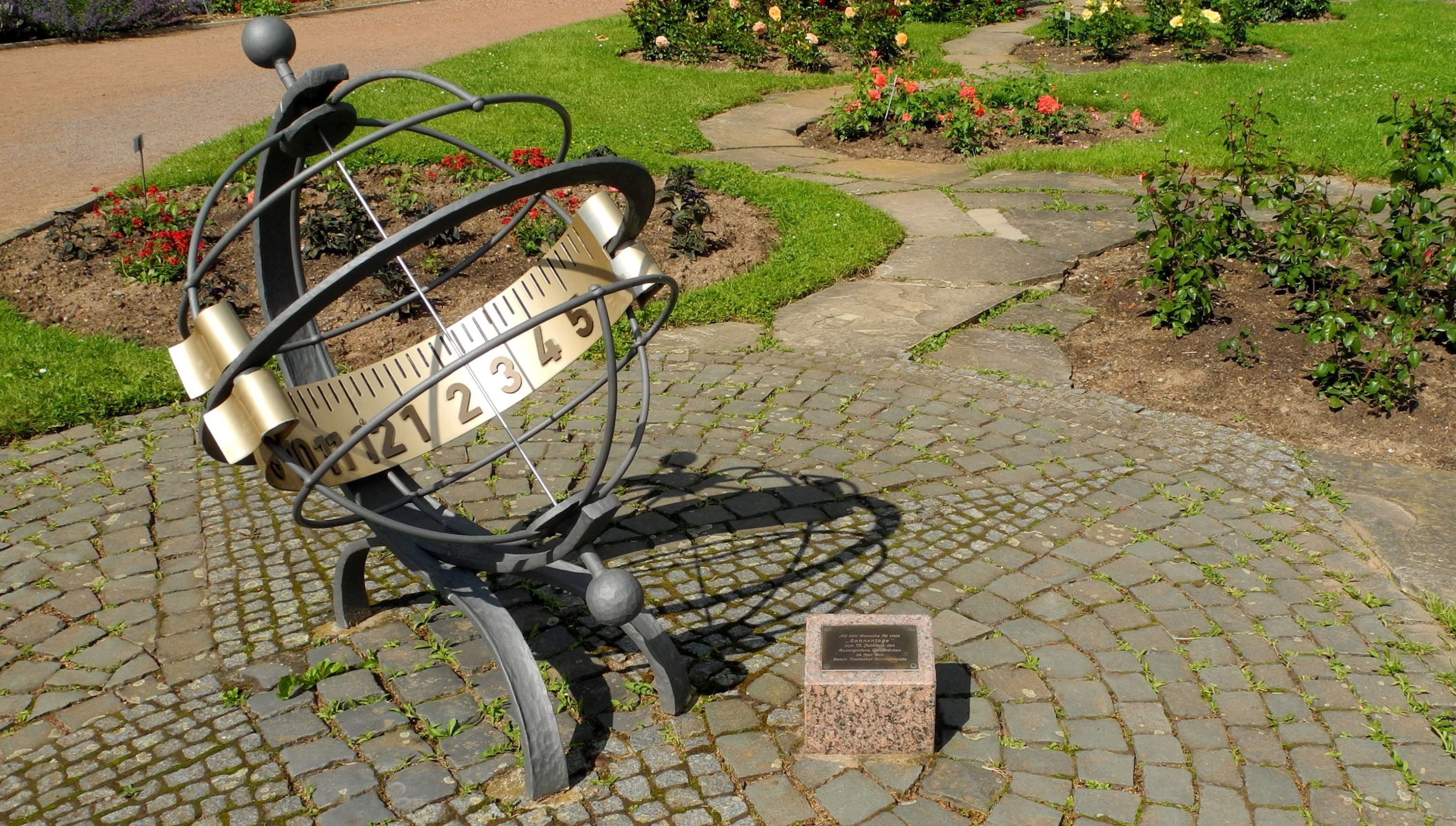
Globo terráqueo en la rosaleda.
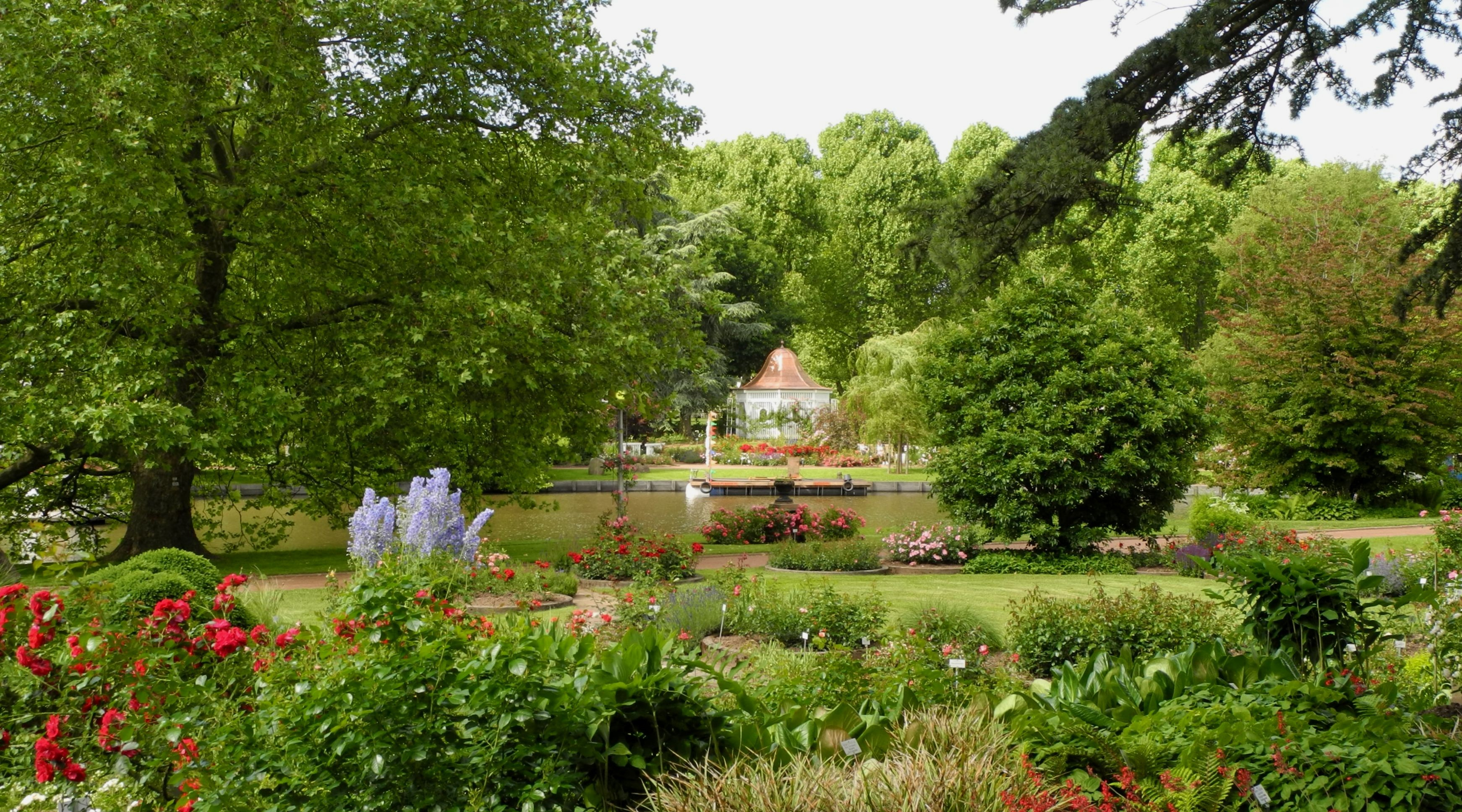
Vista parcial.